# Helmut Zatopek
Helmut Zatopek (* 4. Februar 1932; † 29. Januar 2016 in Gilching) war ein deutscher Fußballspieler. Von 1955 bis 1963 hat der Abwehrspieler 135 Pflichtspiele in der damals erstklassigen Fußball-Oberliga Süd absolviert und dabei zwölf Tore erzielt.

## Laufbahn
Der vom SV Bruckmühl aus dem Landkreis Rosenheim gekommene Spieler sammelte die ersten höherklassigen Erfahrungen beim FC Wacker München in der 2. Liga Süd (1953/54) beziehungsweise 1. Amateurliga Südbayern (1954/55). Durch einen Vertrag zur Runde 1955/56 bei den Stuttgarter Kickers gehörte der 1,92 m große Zatopek erstmals der Oberliga Süd an. In seiner Debütrunde in der Oberliga, kam er unter Trainer Karl-Heinz Grindler und an der Seite von Mitspielern wie Hans Eberle, Rolf Geiger und Siegfried Kronenbitter auf 16 Ligaeinsätze; die Kickers konnten mit dem 14. Rang knapp die Klasse halten. In seinem zweiten Jahr, 1956/57, gehörte Zatopek mit 29 Einsätzen und drei Toren der Stammbesetzung des Teams von Grindler-Nachfolger Oswald Pfau an. Mit den „Blauen“ erreichte Zatopek mit Mitspielern wie Herbert Dienelt und Helmut Rühle erneut mit dem 14. Rang knapp den Klassenerhalt. Nach zwei Runden mit 45 Oberligaeinsätzen und drei Toren unterschrieb er beim TSV 1860 München zur Saison 1957/58 einen neuen Vertrag.
Die Münchner „Löwen“ waren gerade aus der 2. Liga Süd in die Oberliga zurückgekehrt. Unter Trainer Hans Hipp erfolgte erst noch die Erprobung des Personals für die richtige Mannschaftsfindung. Zatopek spielte mal Halbstürmer, mal Seitenläufer. Auf der Stopperposition im damaligen WM-System etablierte sich Alfons Stemmer (28-5) zum mitentscheidenden Leistungsträger. Die Läuferreihe trat zumeist in der Besetzung mit Wilhelm Luther (25-0), Stemmer und Martin Müller (26-1) an. 1860 München belegte am Rundenende den sechsten Rang und Zatopek hatte sich mit acht Oberligaspielen zufriedengeben müssen. Nach einem Jahr in München unterschrieb er beim Oberligaaufsteiger TSG Ulm 1846 zur Saison 1958/59; auch „Löwen“-Kollege Karl Dornhecker ging mit zu den „Spatzen“.
Das Team von Trainer Kurt Koch startete am 17. August 1958 mit einem 3:2-Auswärtserfolg beim VfB Stuttgart in die Runde. Die Defensive der Ulmer war dabei in der Formation mit Torhüter Manfred Paul, den Verteidigern Helmut Stocker und Hermann Gorniak und der Läuferreihe mit Dornhecker, Zatopek und Georg Buck angetreten. Gegen seinen vorherigen Verein München 1860 kam Zatopek zu 3:1 Punkten (2:2, 2:0). Neben der Defensive, in 30 Rundenspielen kamen die Gegner lediglich zu 37 Toren und damit wies der OL-Rückkehrer die drittbeste Abwehr im Süden auf, waren noch die zwei Angreifer Siegfried Kronenbitter (29-8) und Manfred Ruoff (28-9) Garanten des Klassenerhalts. Ulm belegte den 13. Rang und Abwehrchef Zatopek hatte in 28 Einsätzen drei Tore erzielt. In seinem zweiten Ulmer Jahr, 1959/60, steigerte Zatopek seine persönliche Bilanz auf 29 Einsätze und sechs Tore. Nach dem 29. Spieltag stand das Team des neuen Trainers Hans Pilz punktgleich mit Viktoria Aschaffenburg (jeweils 20:30 Punkte) auf dem 14. beziehungsweise 15. Rang. Vor 20.000 Zuschauern reichte am 30. April 1960 ein 1:1-Heimremis dank des besseren Torverhältnisses zum Klassenerhalt. Zatopek brach die Zelte in Ulm nach 57 Ligaeinsätzen mit neun Toren ab und unterschrieb zur Runde 1960/61 einen neuen Vertrag bei Borussia Dortmund.
Bei den Schwarz-Gelben vom Borsigplatz erging es dem Defensivspieler unter Trainer Max Merkel wie dem weiteren Neuzugang Bernhard Wessel: Er wurde in der erfolgreichen Runde, der BVB errang die Vizemeisterschaft in der Oberliga West und zog in der Endrunde in das Finale um die deutsche Meisterschaft ein, im Punktspielbetrieb nicht zum Einsatz gebracht. 
Zur Saison 1961/62 zog es Zatopek wieder nach Süddeutschland, er unterschrieb beim 1. FC Pforzheim in der 2. Liga Süd. Unter Trainer Gustav Mohn lieferte sich Pforzheim mit Hessen Kassel und Ulm 1846 einen spannenden Kampf um die Aufstiegsplätze in die Oberliga Süd. Die abschließende 2:3-Niederlage am 3. Juni 1962 beim FC Hanau nach einer 2:0-Halbzeitführung kostete dem Team aus der „Goldstadt“ den Aufstieg. Zatopek landete mit Mitspielern wie Torhüter Franz Mlinaric, Willi Heinrich, Rolf Neureuther, Dieter Rosanowski, Hermann Sodermanns und Oswald Traub auf dem 3. Rang. Meister und Aufsteiger Hessen Kassel verpflichtete den 30-jährigen Routinier für die letzte Saison der alten erstklassigen Oberliga Süd, 1962/63, und Zatopek zog nach Nordhessen.
Beim KSV Hessen Kassel hatten auch noch Horst Assmy, Ernst Kuster und Wolfgang Simon neue Verträge unterschrieben. Trotz der Verstärkungen fabrizierte das Team von Aufstiegstrainer Willibald Hahn mit 0:8 Punkten und 1:18 Toren nach vier Spieltagen einen klassischen Fehlstart. Zatopek hatte am vierten Spieltag, den 9. September 1962, bei einer 0:5-Niederlage beim FC Bayern Hof im Ligateam von Kassel debütiert. Danach wurde Hahn abgelöst und durch den vormaligen KSV-Aktiven Walter Müller ersetzt. Diplom-Sportlehrer Müller fungierte fortan mit Mittelläufer Zatopek, zumeist durch die Außenläufer Hans Michel und Hans Alt unterstützt, in der Halt gebenden Läuferreihe. Mit Erfolgen gegen den VfB Stuttgart (4:2), Karlsruher SC (2:0), Schwaben Augsburg (4:1), 1. FC Nürnberg (1:0, nach einer 0:9-Heimniederlage in der Hinrunde), Eintracht Frankfurt (1:0), BC Augsburg (5:0) und einem 2:1 im abschließenden Nachholspiel am 5. Mai 1963 gegen den FC Bayern Hof, spielte sich Kassel noch auf den 10. Tabellenrang. Zatopek hatte in 25 Ligaspielen für Kassel mitgewirkt. 
Bereits acht Tage später, am 12. Mai, fand im süddeutschen Pokal das Heimspiel gegen den zukünftigen Bundesligisten Eintracht Frankfurt statt. Vor 18.000 Zuschauern im Auestadion setzte sich Kassel mit 2:1 durch. Mittelläufer Zatopek hatte dabei als Abwehrchef auch erfolgreich den torgefährlichen Eintracht-Mittelstürmer Erwin Stein an die Kette gelegt. Am 9. Juni fand das erste Spiel im DFB-Pokal gegen den Wuppertaler SV statt. Es endete in Kassel mit 2:2 nach Verlängerung. Auch im Wiederholungsspiel am 27. Juli führte Zatopek als Mittelläufer die Kasseler Defensive im Stadion am Zoo an. Mit dem spiel- und torstarken Innentrio Manfred Reichert, Günter Augustat und Emil Meisen setzten sich jetzt aber die Oberbergischen mit 3:0 durch. 
Acht Tage später, am 4. August 1963, startete Hessen Kassel mit Neuzugang Heinrich Dittel als Stopper in die Regionalligarunde 1963/64. Der Neuzugang aus Aschaffenburg etablierte sich sofort als Stammspieler und neuer Abwehrchef und die „Löwen“ gewannen die Meisterschaft im Süden. Zatopek kam zu keinem Einsatz in der Regionalliga 1963/64 und beendete im Sommer 1964 seine Laufbahn. Er verbrachte mit Familie im bayerischen Gilching seinen Lebensabend.